# Nicky Chinn
Nicky Chinn (ur. 16 maja 1945 w Londynie) – angielski producent muzyczny i autor piosenek.
Współtwórca, z Mike Chapmanem, wielu przebojów w latach 70. Pisał m.in. dla: Suzi Quatro („Can The Can”, „48 Crash”, „Daytona Demon”, „Devil Gate Drive”, „Stumblin' In”), Mud („Tiger Feet”, „Lonely This Christmas”), Sweet („Blockbuster”, „Ballroom Blitz”, „Little Willy”, „Wig-Wam Bam”, „Hell Raiser”, „Teenage Rampage”), Smokie („Don't Play Your Rock'n'Roll to Me”, „If You Think You Know How to Love Me”, „I'll Meet You at Midnight”,„Living Next Door to Alice”, „Lay Back in the Arms of Someone”), Mud, Hot Chocolate, The Arrows, Exile.